# 루앙프라방 왕국

루앙프라방 왕국의 국기

루앙프라방 왕국(The Kingdom of Luang Phrabang)은 현재의 라오스 지역에 1707년 란쌍 왕국의 분열로 세워졌다. 왕조의 힘이 약했기 때문에, 루앙프라방은 주변 강국인 시암, 버마, 베트남에게 시대를 달리하면서 공물을 바쳐야 했다. 시암의 공격에 의해 루앙프라방 왕국은 프랑스의 보호를 받아들여야 했다.

## 왕
- 낏사랏 Kitsarat (1707–1713)
- 옹캄 Ong Kham (1713–1723)
- 타오앙 Thao Ang (Inthason) (1723–1749)
- 인타라웡사 Intharavongsa (1749)
- 인타폼 Inthaphom (1749)
- 소띠까 꾸오만 Sotika-Kuomane (1749–1768)
- 수린야웡 2세 Surinyavong II (1768–1788)
- 타이 점령기 (1788–1792)
- 아누루타 Anurutha (1792년 2월 3일 - 179..) (첫 재위기)
- 타이 점령기 (179? - 1794년 7월 2일)
- 아누루타 Anurutha (1794년 7월 2일 - 1819년 12월 31일) (두 번째 재위기)
- 만타뚜랏 Manthaturath (1819년 12월 31일 - 1837년 3월 7일) (아누루타의 섭정, 1817년 ~ 1819년 12월 31일)
- 운께오 Unkeo (1837–1838) (섭정)
- 수카 솜 Sukha-Söm (1838 - 1850년 9월 23일)
- 찬타 꾸만 Chantha-Kuman (1850년 9월 23일 - 1868년 10월 1일)
- 운캄 Oun Kham (1868년 10월 1일 - 1895년 12월 15일) (자카린의 섭정, 1888년 4월 ~ 1895년 12월 15일)
- 시사왕웡 Sisavang Vong (1904년 3월 26일 - 1946년 8월 27일)